# Fouad Bouali
Fouad Bouali (arabe : فؤاد بوعلي) est un ancien footballeur algérien né le 8 février 1960 à Tlemcen. Après sa carrière de joueur, il se reconvertit en entraîneur.

## Biographie
Fouad Bouali entraîne de nombreux clubs en Algérie. Il dirige également deux clubs en Arabie saoudite.
Il remporte une Coupe d'Algérie en tant qu'entraîneur du MC Alger.

## Palmarès d'entraîneur
- Vice-champion d'Algérie en 2012 avec la JSM Béjaïa
- Vainqueur de la Coupe d'Algérie en 2014 avec le MC Alger